# Ulica Dominikańska w Choroszczy
Ulica Dominikańska – jedna z najstarszych ulic w Choroszczy. Ulica w całości jest fragmentem drogi powiatowej nr 1552 B: Choroszcz – Ruszczany – Rogówek – Rogowo – Pańki

## Historia
Nazwa ulicy pochodzi od nazwy zakonu dominikanów, założonego we Francji w 1216 roku przez Dominika Guzmána. Zostali sprowadzeni do Choroszczy w 1654 roku przez Stanisława Mikołaja Paca. Ufundował im klasztor i przeznaczył znaczną sumę pieniędzy na ich utrzymanie. Przez 180 lat mnisi w białych habitach byli charakterystycznym akcentem w panoramie historycznej Choroszczy.

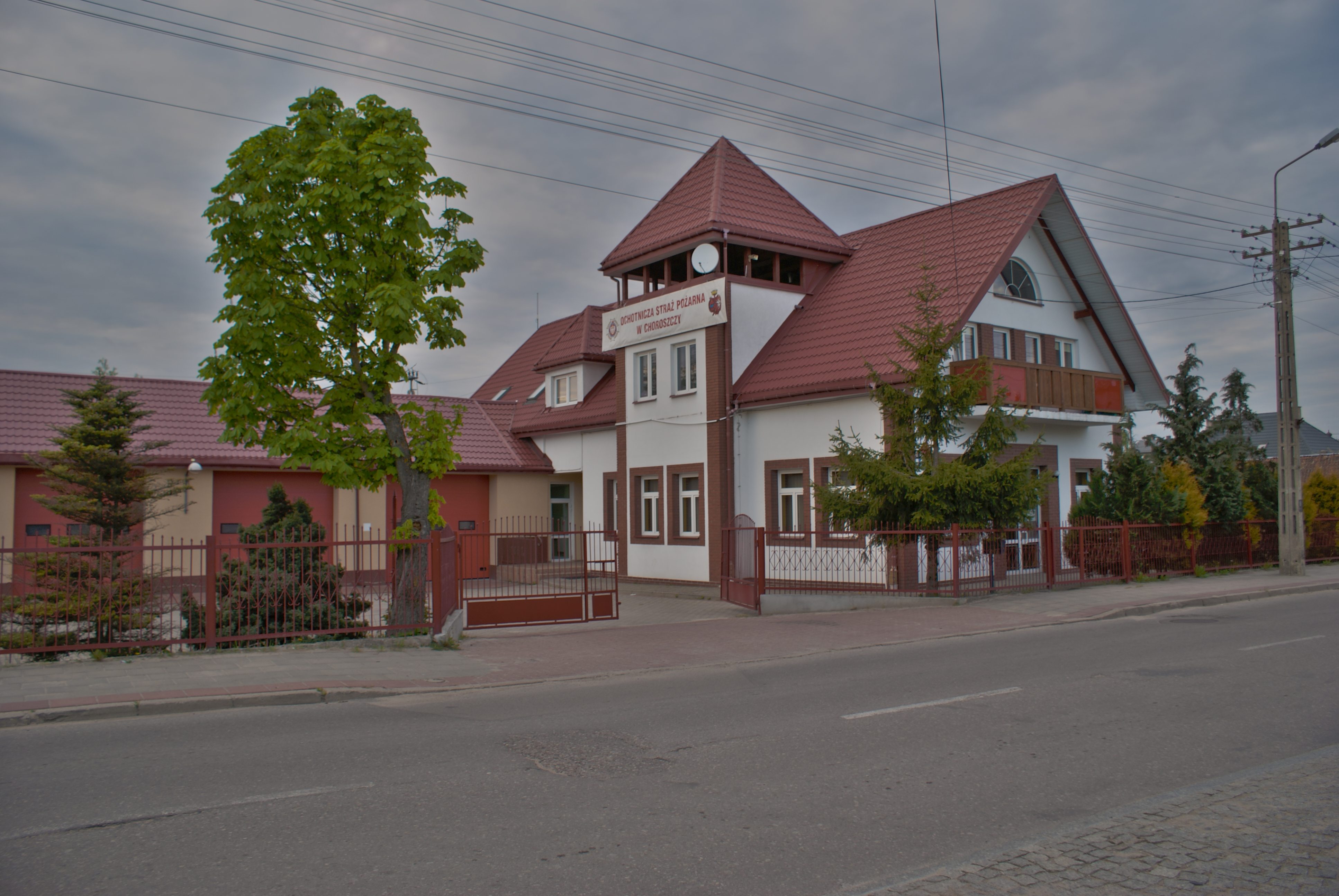
Remiza OSP

## Otoczenie
- OSP w Choroszczy
- Urząd Miasta i Gminy w Choroszczy
- Sklep spożywczy
- Klasztor Dominikański
- Dawny budynek komisariatu milicji